# Cacyparis melanolitha
Cacyparis melanolitha är en fjärilsart som beskrevs av Turner 1909. Cacyparis melanolitha ingår i släktet Cacyparis och familjen trågspinnare. Inga underarter finns listade i Catalogue of Life.